# France 2 Foot
France 2 Foot était une émission de télévision française diffusée sur France 2 du 29 juillet 2007 au 25 mai 2008 et présentée par Denis Balbir.

## Historique
La création de l'émission fait suite à l'attribution par la Ligue de football professionnel des droits de diffusion d'un magazine dominical à France Télévisions. 
Le projet a été jugé meilleur que celui de TF1 qui détenait les droits depuis 1977 pour Téléfoot. Cette dernière émission perdure, mais sous une autre forme, elle ne traite plus des ligues 1 et 2.

## Principe
France 2 Foot était divisée en deux parties, diffusées respectivement avant et après le journal télévisé de 13 heures de Laurent Delahousse.
La première partie constituait des commentaires sur l'actualité de la Ligue 1 et de la Ligue 2 avec des reportages. 
La deuxième partie était un débat avec les analyses de Rolland Courbis, de Philippe Lucas et le billet d'humeur de Guy Carlier.

## Arrêt
Cette émission a rencontré un succès mitigé, probablement en raison de sa programmation quelques minutes seulement après Téléfoot sur TF1, et à sa division en deux par le journal de 13 heures.
La deuxième partie, qui se voulait être au début un  débat (à l'instar des émissions 100 % Foot sur M6 ou On refait le match sur LCI), a été jugée inintéressante par de nombreux téléspectateurs, notamment en raison du manque de légitimité de certains débatteurs, comme Philippe Lucas ou Guy Carlier.   
À partir de la saison 2008-2009, l'émission dominicale n'est plus diffusée sur France Télévisions. En effet, début février 2008 déjà, la Ligue a attribué les droits du magazine du dimanche pour la période 2008-2012 à Canal+, qui crée pour l'occasion l'émission Canal Football Club.
La première partie de l'émission est remplacée par Tout le monde veut prendre sa place, le jeu de Nagui, tandis que la deuxième partie est remplacée par un magazine d'information, 13 h 15, le dimanche, présenté par Laurent Delahousse.

## Générique
Le générique est "parlé" par Pascal Obispo, sur l'air de sa chanson Zinedine.[réf. nécessaire]